# Lenguas de Chipre
Los idiomas oficiales de la República de Chipre son el griego y el turco. En la república Turca del Norte de Chipre, el turco fue convertido en el único idioma oficial mediante la constitución de 1983. El lenguaje vernáculo de la mayoría de la población es el griego chipriota, y en el caso de los turcochipriotas es el turco chipriota. Para fines oficiales, se utilizan las formas estandarizadas del griego moderno y el turco.
De acuerdo con la Carta Europea de las Lenguas Minoritarias o Regionales, el armenio y el árabe chipriota fueron reconocidos como lenguas minoritarias de Chipre el 1 de diciembre de 2002. Además, en ocasiones el kurbetcha, el idioma de los kurbet (la comunidad gitana chipriota), es citado por la bibliografía junto a los otros dos como lengua minoritaria, pero no recibe ninguna clase de reconocimiento oficial.
El censo de 2011 de la República de Chipre registró 679 883 hablantes nativos de griego, 34 814 de inglés, 24 270 de rumano, 20 984 de ruso y 18 388 de búlgaro de un total de 840 407 personas. Después de la invasión turca de 1974, Chipre fue divida efectivamente en dos áreas casi homogéneas lingüísticamente: el norte de habla turca y el sur de habla griega; solo 1405 hablantes de turco residen en territorio controlado por la República de Chipre.
| Idiomas de Chipre - Áreas controladas por el gobierno (2011) | Idiomas de Chipre - Áreas controladas por el gobierno (2011) | Idiomas de Chipre - Áreas controladas por el gobierno (2011) | Idiomas de Chipre - Áreas controladas por el gobierno (2011) | Idiomas de Chipre - Áreas controladas por el gobierno (2011) |
| ------------------------------------------------------------ | ------------------------------------------------------------ | ------------------------------------------------------------ | ------------------------------------------------------------ | ------------------------------------------------------------ |
| Lengua                                                       |                                                              |                                                              |                                                              |                                                              |
| Griego (oficial)                                             | Griego (oficial)                                             |                                                              | 80.9 %                                                       | 80.9 %                                                       |
| Inglés                                                       | Inglés                                                       |                                                              | 4.1 %                                                        | 4.1 %                                                        |
| Rumano                                                       | Rumano                                                       |                                                              | 2.9 %                                                        | 2.9 %                                                        |
| Ruso                                                         | Ruso                                                         |                                                              | 2.5 %                                                        | 2.5 %                                                        |
| Búlgaro                                                      | Búlgaro                                                      |                                                              | 2.2 %                                                        | 2.2 %                                                        |
| Árabe                                                        | Árabe                                                        |                                                              | 1.2 %                                                        | 1.2 %                                                        |
| Filipino                                                     | Filipino                                                     |                                                              | 1.1 %                                                        | 1.1 %                                                        |
| Turco (oficial)                                              | Turco (oficial)                                              |                                                              | 0.2 %                                                        | 0.2 %                                                        |
| Otros                                                        | Otros                                                        |                                                              | 4.3 %                                                        | 4.3 %                                                        |
| Sin especificar                                              | Sin especificar                                              |                                                              | 0.6 %                                                        | 0.6 %                                                        |

Históricamente las lenguas de Chipre se han ejercido influencia entre sí: el griego chipriota y el turco chipriota han intercambiado gran cantidad de vocabulario, mientras que el árabe chipriota ha visto su fonética amoldada por el griego chipriota.: 84 : 223 

## Griego chipriota

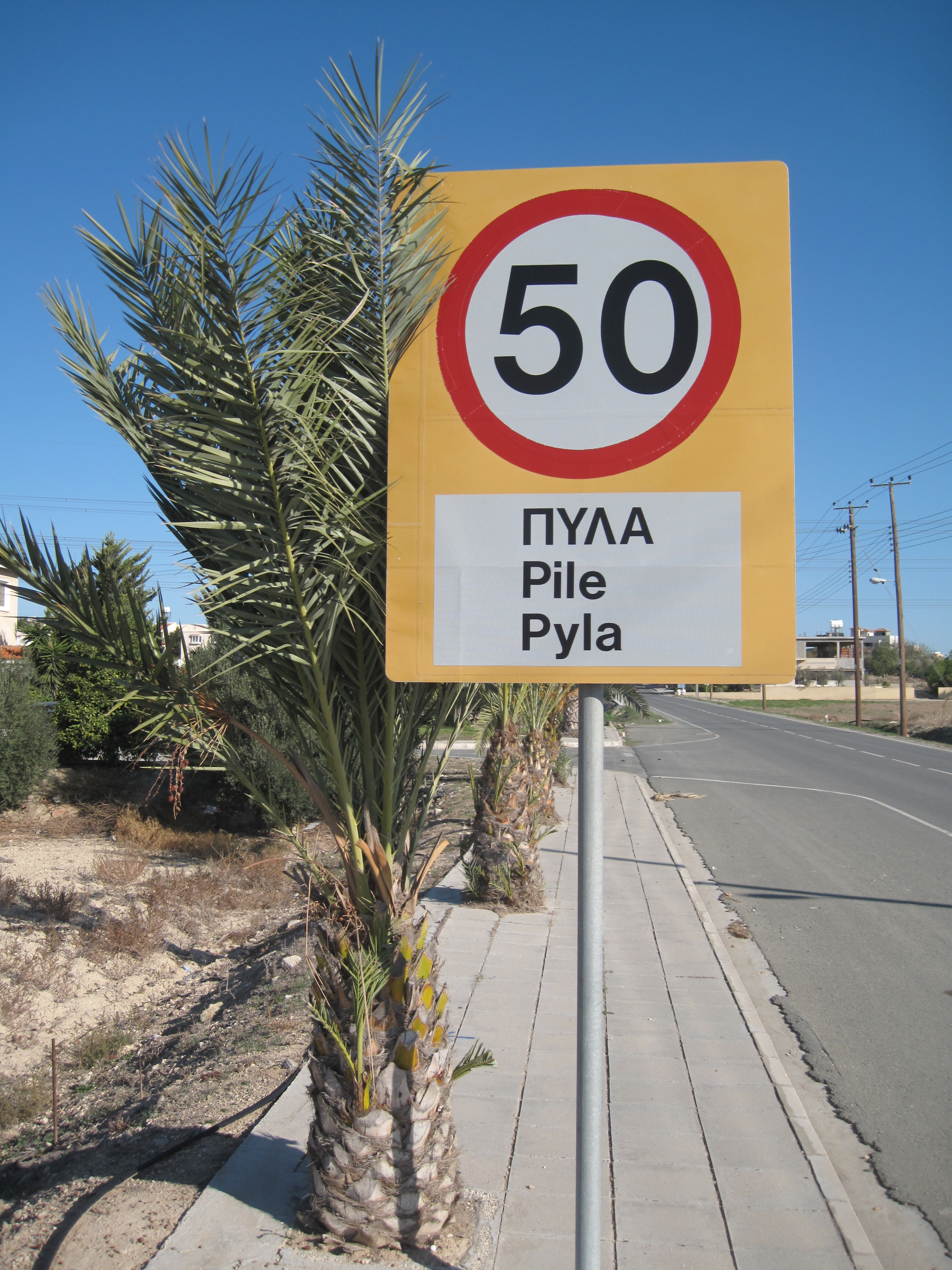
Señal de tráfico fuera de Pyla, Chipre en griego (en mayúsculas, arriba), turco (centro) y griego romanizado (abajo)

El griego llegó originalmente a Chipre junto a los colonos griegos entre los siglos XII-XI a. C. La fecha de la primera inscripción conocida en griego chipriota se remonta aproximadamente al 1000 a. C. El griego chipriota contemporáneo, la lengua materna de los grecochipriotas, evolucionó a partir del koiné bizantino tardío, bajo la influencia de los idiomas de los diversos colonizadores de la isla. El griego chipriota difiere notablemente del griego moderno estándar, especialmente en su fonología, morfología y vocabulario; volviendo a esta variedad difícil de entender para los hablantes de otras variedades de griego: 1886 o incluso puede llegar a ser ininteligible para algunos.: 26 : 61 El griego chipriota tiene una tradición literaria que floreció antes de la conquista otomana de 1571.: 392 
El griego moderno estándar ha sido el idioma de instrucción en la educación grecochipriota desde finales del siglo XIX (en aquel momento katharevousa) y es el idioma utilizado por los medios de comunicación en griego del país (aunque con influencias reconociblemente grecochipriota). De hecho, los grecochipriotas son diglósicos, con el griego estándar siendo la variedad culta (enseñada en la escuela) mientras que el grecochipriota es considerado como la variedad baja (adquirida de forma natural). Esta situación da lugar a un continuo dialectal que ha experimentado nivelación y koineización durante mucho tiempo. La lengua estándar ejerce una influencia constante sobre la vernácula, y los hablantes de grecochipriota mezclan y alternan el uso entre las dos variedades en entornos formales. Se ha pensado que la tendencia existente entre los grecochipriotas a "minimizar las diferencias entre las dos variedades": 35  ayuda a preservar la diglosia en circunstancias que de otro modo habrían llevado a la desaparición de la variedad vernácula.: 534–535 : 1887 
Muchos turcochipriotas tradicionalmente (antes de 1974 ) tenían fluidez en grecochipriota, lo que significa que este sirvió como la "lengua franca vernácula" de la isla.: 1886 Algunos turcochipriotas eran monolingües en griego.

## Turco chipriota
Con origen en Anatolia y habiendo evolucionado durante cuatro siglos, el turco chipriota es la lengua vernácula hablada por los chipriotas de ascendencia otomana, así como por los chipriotas que se convirtieron al Islam durante el dominio otomano.
El turco chipriota consiste en una mezcla del turco otomano y el dialecto yörük que se habla en los montes Tauro del sur de Turquía. Además ha absorbido influencias del griego, italiano e inglés. El turco chipriota es mutuamente inteligible con el turco estándar.

## Lenguas minoritarias
Dos lenguas minoritarias están cubiertas por la Carta Europea de las Lenguas Minoritarias o Regionales, el armenio y el árabe chipriota.

### Armenio
Los armenios han habitado Chipre desde el siglo VI d. C., pero unos 9000 más llegaron desde Turquía a principios del siglo XX para escapar del genocidio armenio. La mayoría de ellos se trasladó posteriormente a otros países. Hoy en día, el armenio occidental se enseña en las escuelas armenias (Nareg) del país. Los chipriotas armenios suelen ser bilingües en griego y armenio.: 507–509 En 2014 se informó que hay 668 hablantes de armenio como lengua materna en las áreas controladas por la República de Chipre (de un total de 1831 chipriotas armenios).: 3 

### Árabe chipriota
No está del todo claro cuándo el árabe llegó por primera vez a Chipre, pero se sabe que hubo una migración de hablantes de árabe desde el Levante a finales del siglo XII d. C.: 220 A día de hoy, el árabe chipriota se encuentra en un estado moribundo y se están realizando esfuerzos para revitalizarlo. Lo hablan unos 900 maronitas chipriotas, todos mayores de 30 años. Kormakitis fue un bastión del idioma durante mucho tiempo, pero la mayoría de los maronitas migraron al sur y se esparcieron después de 1974, contribuyendo con su, ahora muy probable, extinción.: 507 Los hablantes de árabe chipriota son bilingües en griego, y el árabe chipriota, tras haber existido durante mucho tiempo aislado de las demás variedades de árabe, ha sido fuertemente influenciado por el griego chipriota. Esta influencia se puede apreciar especialmente en su sintaxis, su vocabulario y, particularmente, en su fonología, pues ha perdido todas las consonantes enfáticas y la oposición a la sonorización de consonantes oclusivas. El árabe chipriota tiene rasgos en común con algunos dialectos del norte de Siria y Mesopotamia así como con formas vernáculas que se hablan en la costa levantina.: 220–222 El árabe chipriota aún no ha sido estandarizado, aunque existen planes para hacerlo.: 3 En 2014 se informó que, en el censo de 2011, de los 3656 chipriotas maronitas que residían en las áreas controladas por la República de Chipre "ninguno declaró el árabe chipriota como su primer idioma".: 4 

### Kurbetcha
Hay un número desconocido de romaníes hablantes de kurbetcha (o gurbetcha ), una lengua criolla dotada de un vocabulario predominantemente romaní y una gramática turcochipriota. Esta comunidad reside principalmente en el norte de Chipre. El kurbetcha no está protegido por la Carta y ha sido poco estudiado.: 508–509, 536–537, 549 

## Lenguas extranjeras
El dominio del inglés es alto (más alto que en muchos otros países europeos), y los chipriotas a quienes se les enseña inglés pueden practicar la alternancia de código entre su idioma nativo y el inglés. El inglés es utilizado en señales de tráfico, avisos públicos, anuncios, etc.: 1888 El inglés fue el único idioma oficial durante el dominio colonial británico y la lingua franca (hasta 1960). Continuó utilizándose (de facto) en los tribunales de justicia hasta 1989 y en el parlamento hasta 1963.: 4.4 Se ha reportado que un 80,4 % de los residentes de Chipre percibe tener dominio del idioma inglés como segunda lengua, un 10,8 % de francés, un 4,6 % de alemán, un 2,8 % de ruso y un 2,0 % de español. De media los chipriotas hablan 1,2 idiomas extranjeros.: 6 Según el Eurobarómetro, el 76 % de los chipriotas puede hablar inglés, el 12 % puede hablar francés y el 5 % puede hablar alemán.
Las clases de idiomas extranjeros se vuelven obligatorias a los 9 años de edad (2008).: 11 

## Idiomas extintos

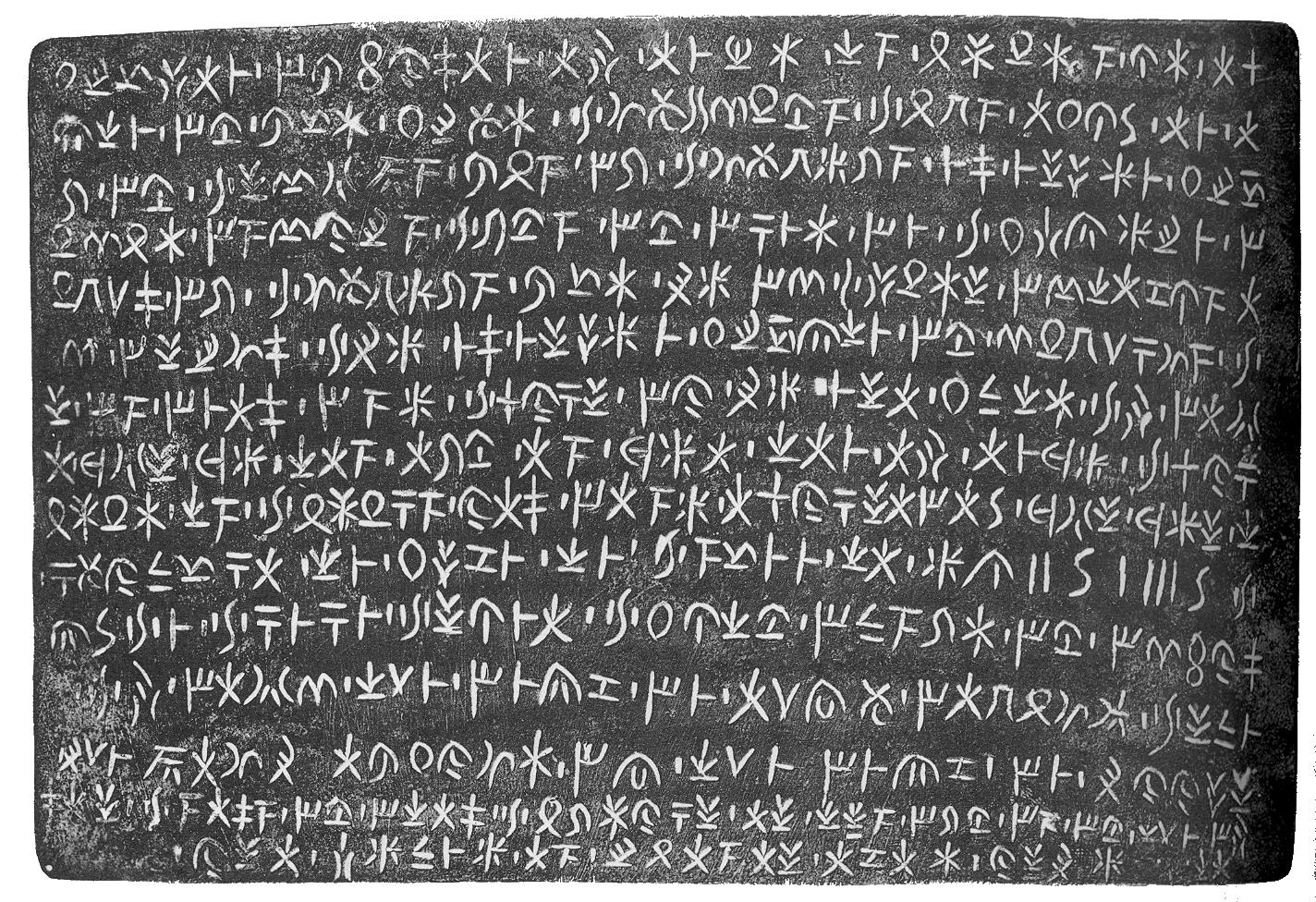
La Tabla de Idalion, inscrita con el silabario chipriota, data del La tabla lleva el nombre de Idalion o Idalium, una de las diez antiguas ciudades-estado de Chipre.

### El silabario chipro-minoico
Se considera que el lenguaje escrito apareció por primera vez en Chipre en el siglo XVI a. C. en la forma del silabario chipro-minoico, aún por descifrar. Se lo considera una rama del lineal A "con algunos elementos adicionales de afiliación jeroglífica", que posteriormente sería la base para el silabario chipriota.: 109–110 El silabario chipro-minoico podría haberse utilizado para escribir más de un idioma.: 60ff. 

### Arcado-chipriota y griego de transición
Los griegos micénicos que se establecieron por primera vez en Chipre entre los siglos XII-XI a. C. hablaban el dialecto arcado-chipriota del griego antiguo. Con el tiempo fue sucedido por el griego koiné en el siglo IV a. C.: 509 y más adelante el koiné bizantino evolucionó en el griego chipriota.

### Eteochipriota
El eteochipriota fue una lengua preindoeuropea autóctona de la isla. Tras la llegada del griego pasó a competir con este. Finalmente el griego la acabó suplantando hacia el siglo III a. C. Se escribía con el silabario chipriota que se adoptó para el arcado-chipriota; de manera que compartían el sistema de escritura a pesar de no estar relacionados. Durante el periodo en que coexistieron los dos idiomas, los pueblos de Chipre eran bilingües (y biculturales).: 115–116 